# NHL 1963/1964
Sezóna 1963/1964 byla 47. sezonou NHL. Vítězem Stanley Cupu se stal tým Toronto Maple Leafs.

## Konečná tabulka základní části
| Tým                 | Z  | V  | P  | R  | B  | VG  | IG  |
| ------------------- | -- | -- | -- | -- | -- | --- | --- |
| Montreal Canadiens  | 70 | 36 | 21 | 13 | 85 | 209 | 167 |
| Chicago Black Hawks | 70 | 36 | 22 | 12 | 84 | 218 | 169 |
| Toronto Maple Leafs | 70 | 33 | 25 | 12 | 78 | 192 | 172 |
| Detroit Red Wings   | 70 | 30 | 29 | 11 | 71 | 191 | 204 |
| New York Rangers    | 70 | 22 | 38 | 10 | 54 | 186 | 242 |
| Boston Bruins       | 70 | 18 | 40 | 12 | 48 | 170 | 212 |

## Play off
|  | Semifinále | Semifinále          | Semifinále |  |  | Finále Stanley Cupu | Finále Stanley Cupu | Finále Stanley Cupu |
|  |            |                     |            |  |  |                     |                     |                     |
|  | 1          | Montreal Canadiens  | 3          |  |  |                     |                     |                     |
|  | 3          | Toronto Maple Leafs | 4          |  |  |                     |                     |                     |
|  |            |                     |            |  |  | 3                   | Toronto Maple Leafs | 4                   |
|  |            |                     |            |  |  | 4                   | Detroit Red Wings   | 3                   |
|  | 2          | Chicago Black Hawks | 3          |  |  |                     |                     |                     |
|  | 4          | Detroit Red Wings   | 4          |  |  |                     |                     |                     |

## Ocenění
| Prince of Wales Trophy:       | Montreal Canadiens |
| Art Ross Trophy:              | Stan Mikita        |
| Calder Memorial Trophy:       | Jacques Laperriere |
| Hart Memorial Trophy:         | Jean Beliveau      |
| James Norris Memorial Trophy: | Pierre Pilote      |
| Lady Byng Memorial Trophy:    | Ken Wharram        |
| Vezina Trophy:                | Charlie Hodge      |